# Bandera del Sarre
La bandera del Sarre está basada en la bandera de Alemania y es negra, roja, y oro (amarilla) horizontal tricolor. En el centro de la bandera se sitúa el escudo de armas del Sarre. La bandera de Sarre es a la vez bandera civil (Landesflagge) y bandera del Estado (Landesdienstflagge).

## Historia
La región del Sarre fue formada por el Tratado de Versalles que finalizó la I Guerra Mundial. Se decidió que la región pertenecería a Alemania, pero sería administrada por Francia en nombre de la Sociedad de Naciones. El 28 de julio de 1920, se decidió que la región utilizaría una bandera tricolor horizontal azul, blanca y negra. Esta estuvo en uso hasta el 1 de marzo de 1935, cuando el área volvió de nuevo a estar bajo administración germana. En 1935, cuando Alemania asumió de nuevo el control sobre el Sarre, se asumió que no se crearía ninguna nueva bandera, hasta que el Sarre fue absorbido en la región conocida como Westmark.
A la conclusión de la II Guerra Mundial los franceses asumieron el control del Sarre como protectorado. La bandera utilizada esta vez fue un diseño con una cruz escandinava. A la izquierda de la barra vertical de la cruz era azul, a la derecha era roja. Los colores son derivados de los colores de la bandera francesa.
Cuando el protectorado de Sarre se unió a la República Federal de Alemania en 1957 adoptó su bandera actual. Esta se basa en la bandera de Alemania, a la que se añade el escudo de armas del Sarre. Los cuatro cuarteles del escudo representan las regiones históricas de Nassau-Saarbrücken, Arzobispado y Electorado de Tréveris, Ducado de Lorena, y Palatinado-Zweibrücken.

## Banderas históricas

Bandera del Territorio de la Cuenca del Sarre entre 1920-1935; adoptada en 1919; proporción 2:3.
Bandera del Protectorado del Sarre entre 1947-1956; adoptada en 1945; proporción 2:3.